# Toray Pan Pacific Open 2017
Toray Pan Pacific Open 2017 — жіночий тенісний турнір, що проходив на відкритих кортах з твердим покриттям. Це був 34-й за ліком Toray Pan Pacific Open. Належав до серії Premier у рамках Туру WTA 2017. Відбувся в Ariake Coliseum у Токіо (Японія). Тривав з 18 до 24 вересня 2017 року.

## Очки і призові

### Нарахування очок
| Дисципліна       | П   | Ф   | ПФ  | ЧФ  | 1/8 | 1/16 | Q   | Q3  | Q2  | Q1  |
| Одиночний розряд | 470 | 305 | 185 | 100 | 55  | 1    | 25  | 18  | 13  | 1   |
| Парний розряд    | 470 | 305 | 185 | 100 | 1   | Н/Д  | Н/Д | Н/Д | Н/Д | Н/Д |

### Призові гроші
| Дисципліна       | П        | F        | ПФ      | ЧФ      | 1/8     | 1/16*  | Q3     | Q2     | Q1     |
| Одиночний розряд | $193,850 | $103,504 | $55,287 | $22,518 | $12,077 | $7,662 | $3,442 | $1,830 | $1,018 |
| Парний розряд    | $45,940  | $24,548  | $13,414 | $6,822  | $3,705  | Н/Д    | Н/Д    | Н/Д    | Н/Д    |

↑ 
↑ 

## Учасниці основної сітки в одиночному розряді

### Сіяні пари
| Країна          | Гравчиня            | Рейтинг | Сіяні |
| --------------- | ------------------- | ------- | ----- |
| Іспанія         | Гарбінє Мугуруса    | 1       | 1     |
| Чехія           | Кароліна Плішкова   | 4       | 2     |
| Данія           | Каролін Возняцкі    | 6       | 3     |
| Велика Британія | Джоанна Конта       | 7       | 4     |
| Словаччина      | Домініка Цібулкова  | 9       | 5     |
| Польща          | Агнешка Радванська  | 11      | 6     |
| Німеччина       | Анджелік Кербер     | 14      | 7     |
| Франція         | Крістіна Младенович | 15      | 8     |
| Франція         | Каролін Гарсія      | 20      | 9     |

- Рейтинг подано станом на 11 вересня 2017

### Інші учасниці
Учасниці, що потрапили до основної сітки завдяки вайлд-кард:
- Одзакі Ріса
- Курумі Нара

Гравчині, що потрапили до основної сітки через стадію кваліфікації:
- Медісон Бренгл
- Яна Чепелова
- Магда Лінетт
- Сє Шувей

Як щасливий лузер в основну сітку потрапили такі гравчині:
- Олександра Соснович

### Відмовились від участі
До початку турніру
- Лорен Девіс → її замінила  Ван Цян
- Медісон Кіз → її замінила  Юлія Путінцева
- Ана Конюх → її замінила  Наомі Осака
- Петра Квітова → її замінила  Катерина Сінякова
- Міряна Лучич-Бароні → її замінила  Кетрін Белліс
- Агнешка Радванська → її замінила  Олександра Соснович
- Анастасія Севастова → її замінила  Дарія Касаткіна

## Учасниці основної сітки в парному розряді

### Сіяні пари
| Країна            | Гравчиня           | Країна            | Гравчиня                   | Рейтинг1 | Сіяна |
| ----------------- | ------------------ | ----------------- | -------------------------- | -------- | ----- |
| Китайський Тайбей | Чжань Хаоцін       | Китайський Тайбей | Чжань Юнжань               | 15       | 1     |
| Канада            | Габріела Дабровскі | КНР               | Сюй Їфань                  | 38       | 2     |
| Польща            | Алісія Росольська  | США               | Абігейл Спірс              | 57       | 3     |
| Словенія          | Андрея Клепач      | Іспанія           | Марія Хосе Мартінес Санчес | 60       | 4     |

- Рейтинг подано станом на 11 вересня 2017

### Інші учасниці
Нижче наведено пари, які отримали вайлдкард на участь в основній сітці:
- Марі Осака /  Наомі Осака

## Переможниці та фіналістки

### Одиночний розряд
- Каролін Возняцкі —  Анастасія Павлюченкова, 6–0, 7–5

### Парний розряд
- Андрея Клепач /  Марія Хосе Мартінес Санчес —  Дарія Гаврилова /  Дарія Касаткіна, 6–3, 6–2